# Gewog di Samtse
Il gewog di Samtse è uno dei quindici raggruppamenti di villaggi del distretto di Samtse, nella regione Occidentale, in Bhutan.